# Comunicação estratégica
Comunicação estratégica é arte de transmitir ideias, comunicar um conceito, um processo ou dados que satisfaçam um objetivo estratégico de longo prazo de uma organização, seguindo uma série de atividades coerentes e planejadas. Essas atividades são conduzidas em níveis estratégico, operacional e tático para a compreensão das audiências e para desenvolver ações operativas comerciais ou não comerciais. Pode ser entendida também como a função relacionada dentro de uma organização, que trata com processos de comunicação internos e externos.

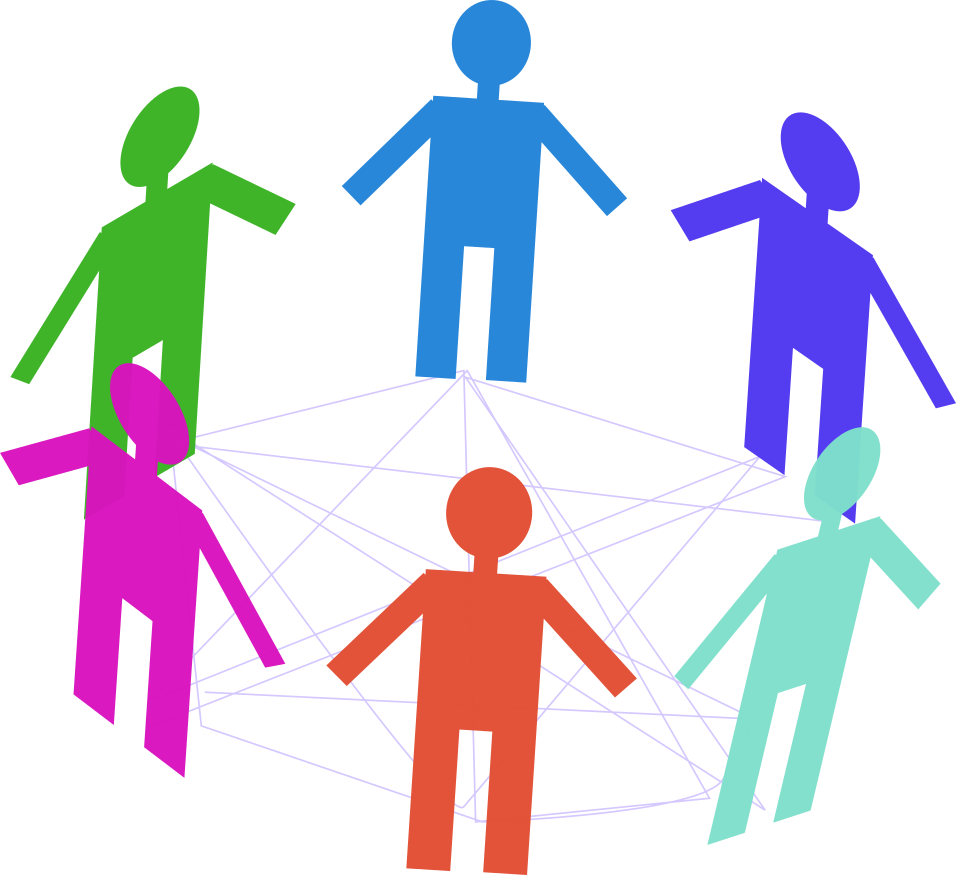
Na comunicação estratégica a cooperação dos membros de uma organização permite identificar soluções concretas e ideias inovadoras.

A comunicação estratégica funciona como um meio para mudar comportamentos. É dirigido pela missão, focado no público e orientado para a ação. Nos Estados Unidos é percebida como a fusão entre relações públicas e propaganda, enquanto que na Europa é o mesmo com a comunicação integrada por meio de uma série de processo entre uma organização e seu público.

## Definição e importância da comunicação estratégica
Comunicação estratégica faz referência ao termo estratégia, que significa tática e plano; a estratégia é vista como uma forma de estabelecer objetivos a longo prazo e tomar as decisões de forma antecipada. De forma que a comunicação estratégica deve ser integradora baseada em níveis de ações estratégicos, logísticos, táticos e técnicos.
A comunicação estratégica consiste em uma série de ações planificadas, completamente integradas e consistentes com as funções e recursos de uma organização na busca de resultados concretos. Pode ser entendida como a comunicação alinhada com a estratégia global de uma empresa, para melhorar o seu posicionamento estratégico. Essas ações devem conduzir a mudanças nos comportamentos dos públicos objetivos. Refere-se à elaboração de políticas e orientação para atividades consistentes de informações dentro de uma organização e entre organizações. Na gestão de negócios são usados alguns termos equivalentes: comunicação integrada, comunicação organizacional, comunicação corporativa, comunicação institucional, entre outras.

Na comunicação estratégica não há mais público em geral, apenas públicos-alvo, grupos importantes e influentes que, em virtude de sua educação, renda e ativismo, têm um impacto mais poderoso nos assuntos da comunidade e nas políticas públicas. Nesse sentido, as organizações preparam planos, que são documentos orgânicos para orientar o trabalho da mesma organização.
Ao maximizar os recursos, concentrando-se em públicos potencialmente solidários e transmitindo o valor, os serviços e o impacto da organização - sendo estratégico em comunicações - a organização sem fins lucrativos pode alcançar uma mudança social positiva, cumprindo sua missão, promovendo seus programas e políticas e fazendo valor conhecido.
De forma que a comunicação estratégica facilita as condições para gerar o fluxo de informações e proporcionar resultados positivos a organização, por meio da motivação e integração das diferentes audiências.
Uma boa estratégia deve ser clara e precisa do objeto a ser alcançado, de modo que permita atingir o retorno do investimento de uma organização em longo prazo . No entanto, algumas muitas empresas adotam uma abordagem de curto prazo para se comunicar com grupos de interesse, o que não é apenas não estratégico, mas pode ser inconsistente com a estratégia global de uma organização ou mesmo impedi-la.

No deve considerar-se a comunicação estratégica como sinônimo de estratégias de comunicação. A comunicação estratégica precisa usar todas as formas de comunicação disponíveis para cumprir seus objetivos.    
Cada uma destas formas será delimitada pela sua própria tática e pelos seus próprios planos de ação, constituindo aquilo que é muitas vezes referido como “estratégias de comunicação” parciais. Daí a confusão. Será o somatório de todas as “estratégias de comunicação” parciais que dará origem à sinergia que nos permite falar de “comunicação estratégica”.
Por exemplo, a publicidade deve considerar-se como parte da comunicação estratégica e não a publicidade como comunicação estratégica. De modo que os objetivos parciais da publicidade contribuem para criar valor estratégico da organização.

### Vantagens da comunicação estratégica
A comunicação estratégica tornou-se fundamental com o avanço das plataformas digitais, porque permite posicionar melhor os negócios perante a opinião pública. Algumas das principais vantagens são:
- Divulgação da marca: chegar ao público alvo, usando a mídia adequada.
- Fortalecimento da opinião pública: ser reconhecido pelo público
- Valorização dos funcionários: funcionários motivados e satisfeitos transmitem uma imagem positiva de uma empresa ou organização.
- Atração de talentos: com um marca melhor estabelecida, novos profissionais são atraídos.
- Diagnósticos de problemas: identifica ações adequadas para fortalecer os pilares das empresas e promove a inovação e otimização de resultados.
- Análises de concorrentes: permite focar na competitividade e melhorar a imagem do negócio.

Para que a comunicação seja eficaz se devem desenvolver uma série de ações que produzam mudanças nas atitudes e comportamentos nos membros de uma organização a fim de atingir uma meta final.

## Comunicação estratégica nas organizações
O papel desempenhado pela estratégia da comunicação é uma fundamental para a comunicação orientada por objetivos, que por si só é obrigatória no contexto das comunicações das organizações. No entanto, a comunicação não participa do esforço feito para atingir todos os objetivos estratégicos das empresas ou organizações, mas sim na parte daqueles objetivos que dependem ou precisam de um relacionamento com os stakeholders (partes envolvidas em uma organização) para poder agregar valor. Algumas das contribuições estão relacionadas com temas de imagem e reputação e por meio deles significa que a comunicação também contribuirá para o cumprimento das metas comerciais ou institucionais.

As estratégias devem estar baseadas nas informações das organizações, especialmente suas forças, fraquezas, oportunidades e ameaças. Por isso, é importante envolver os líderes organizacionais e todos os trabalhadores de uma organização para obter melhores resultados. A cooperação dos membros de uma organização permite identificar soluções concretas e ideias inovadoras relacionadas. 
Hoje em dia, as organizações que procuram projeção a longo prazo sabem que necessitam de estar em constante mutação. Nesse sentido, a organização deve possuir uma estratégia inovadora e diferenciadora para se posicionar no tempo. Uma determinada empresa só poderá bater a sua concorrência se criar uma diferença que seja capaz de manter uma vantagem competitiva sustentável.  
A comunicação estratégica destina-se, então, a diferenciar a organização, entendo a organização como empresa ou instituição pública ou privada que trabalha de forma organizada.
As comunicações nas empresas são divididas em duas grandes áreas: a comunicação interna e a comunicação externa. A primeira integra a cultura de uma organização, une seus valores e promove a filosofia organizacional. A segunda promove a projeção da identidade corporativa aos públicos externos a fim de lograr um entorno social positivo em relação como os objetivos organizacionais.

## Passos da comunicação estratégica
O plano da comunicação estratégica permite às organizações atingir seus objetivos programáticos em linha com a missão, visão e estratégias de uma organização. Sally J. Patterson e Janel M. Radtke apresentam sete passos para o processo de planejamento da comunicação estratégica aplicado para organizações sem fins lucrativos.
1. Preparando-se para planejar: construir bloques essenciais
2. Fundação do plano: análise da situação
3. Focalizando o plano: público alvo
4. Promovendo suporte ao público: objetivos de comunicação
5. Quadros de problemas e desenvolvimento de mensagens
6. Veículos e Estratégias de Disseminação
7. Assegurando que o plano tenha sucesso: medição e avaliação